# Deux Nigauds chez les barbus
Pour plus de détails, voir Fiche technique et Distribution.
Deux Nigauds chez les barbus (titre original : Comin' Round the Mountain) est une comédie américaine, en noir et blanc, réalisée par Charles Lamont et sortie en 1951. Ce film met en scène le duo comique Abbott et Costello et fait partie de la série Deux Nigauds.

## Synopsis
Al Stewart est un agent artistique dont l'un des clients, Wilbert, s'avère être un descendant du clan McCoy, des hillbillies. Celui-ci retourne, avec son agent, à la découverte de ses racines rurales et plutôt péquenaudes…

## Fiche technique
- Titre : Deux Nigauds chez les barbus
- Titre original : Comin' Round the Mountain
- Réalisation : Charles Lamont
- Scénario : Robert Lees, Frederic I. Rinaldo, John Grant
- Musique : Joseph Gershenson, Lyn Duddy, Joan Edwards
- Directeur de la photographie : George Robinson
- Montage : Edward Curtiss
- Direction artistique : Bernard Herzbrun, Richard H. Riedel
- Décors : Russell A. Gausman, Joseph Kish
- Costumes : Rosemary Odell
- Production : Howard Christie, Universal Pictures
- Pays de production :  États-Unis
- Genre : Comédie
- Durée : 77 minutes
- Dates de sortie :
  - États-Unis : 26 juillet 1951
  - France : 24 décembre 1952

## Distribution
- Bud Abbott : Al Stewart
- Lou Costello : Wilbert Smith
- Dorothy Shay : Dorothy McCoy
- Kirby Grant : Clark Winfield
- Joe Sawyer : Kalem McCoy
- Glenn Strange : Devil Dan Winfield
- Shaye Cogan (en) : Clora McCoy
- Margaret Hamilton : tante Huddy
- Robert Easton : Luke McCoy
- Russell Simpson : le juge
- Hank Worden : Target
- Jack Kruschen : un gangster
- O. Z. Whitehead : Zeke
- Peter Mamakos : un gangster
- Dan White : un montagnard
- Joe Kirk (en) : apparition
- William Fawcett : vieux montagnard
- Harold Goodwin : un montagnard
- Jane Lee : une femme au café

## Récompenses et distinctions

### Nominations
- Saturn Award 2005 :
  - Saturn Award de la meilleure collection DVD (au sein du coffret The Best of Abbott and Costello, vol. 1-3)